# Volcán Evermann
El volcán Evermann es un volcán de la isla Socorro y el punto culminante del archipiélago de Revillagigedo, Colima, México situado en el océano Pacífico.

## Geografía
Está situado geográficamente:) entre los 18° 47' N y los 110° 57' O, tiene una altitud de 1130 m s. n. m. Se encuentra activo, su última erupción volcánica sucedió el 29 de enero de 1993 y finalizó en febrero de 1994.